# UEFA Nations League 2022-23
UEFA Nations League 2022/23 er den tredje udgave af UEFA Nations League.

## Turneringsstruktur
Turneringen består af 55 landshold der repræsenterer UEFAs medlemmer. Holdene er fordelt i fire rækker, hvoraf de tre øverste rækker har 16 hold i hver (League A, League B og League C), hvor hver række deles i fire grupper med fire hold i hver. I League D er der syv hold, fordelt i to grupper med fire hold i den ene gruppe og tre hold i den anden. Gruppevinderne i League A kvalificerer sig til slutspillet i form af semifinaler og finale. I de øvrige rækker rykker gruppevinderne op i rækken ovenover.
De hold, der slutter sidst i deres puljer i League A og League B, rykker ned i den underliggende række. De fire hold, der slutter sidst i deres grupper i League C, mødes i play-outs, hvorfra de to tabere rykker ned i League D.

## Terminer
Turneringen indledes med de fire første runder på to terminer i juni 2022, nemlig 2.-7. juni og 9.-14. juni. De sidste to runder spilles 22.-27. september samme år. Semifinalerne spilles 14. og 15. juni 2023, mens bronzekamp og finale spilles 18. juni, samme år. Play-outs for at undgå nedrykning fra League C spilles 21.-23. og 24.-26. marts 2024.

## Deltagende hold
Lodtrækningen har fordelt holdene således:
| Gruppe 1 | Gruppe 2 | Gruppe 3 | Gruppe 4 |
| -------- | -------- | -------- | -------- |
| Frankrig | Spanien  | Italien  | Belgien  |
| Danmark  | Portugal | Tyskland | Holland  |
| Kroatien | Schweiz  | England  | Polen    |
| Østrig   | Tjekkiet | Ungarn   | Wales    |

| Gruppe 1 | Gruppe 2 | Gruppe 3            | Gruppe 4  |
| -------- | -------- | ------------------- | --------- |
| Ukraine  | Island   | Bosnien-Hercegovina | Sverige   |
| Skotland | Rusland  | Finland             | Norge     |
| Irland   | Israel   | Rumænien            | Serbien   |
| Armenien | Albanien | Montenegro          | Slovenien |

| Gruppe 1   | Gruppe 2   | Gruppe 3     | Gruppe 4       |
| ---------- | ---------- | ------------ | -------------- |
| Tyrkiet    | Nordirland | Slovakiet    | Bulgarien      |
| Luxembourg | Grækenland | Hviderusland | Nordmakedonien |
| Litauen    | Kosovo     | Aserbajdsjan | Georgien       |
| Færøerne   | Cypern     | Kasakhstan   | Gibraltar      |

| Gruppe 1      | Gruppe 2   |
| ------------- | ---------- |
| Liechtenstein | Malta      |
| Moldova       | Estland    |
| Andorra       | San Marino |
| Letland       |            |